# Yoshifumi Ono
Yoshifumi Ono (大野 貴史 Ono Yoshifumi?), född 22 maj 1978 i Osaka prefektur, är en japansk före detta fotbollsspelare.
Ono började sin karriär 1997 i Consadole Sapporo. 2001 flyttade han till Montedio Yamagata. Efter Montedio Yamagata spelade han för Shizuoka FC och Okinawa Kariyushi FC. Han avslutade karriären 2005.